# Boulkon
Boulkon est une commune rurale située dans le département d'Arbollé de la province du Passoré dans la région Nord au Burkina Faso.

## Géographie
Boulkon est situé à 12 km au nord d'Arbollé, le chef-lieu du département, et de la route nationale 2 allant vers le nord-ouest du pays. La ville est à environ 35 km à l'est de Yako.

## Histoire
Depuis 1997, Boulkon est l'un des quinze sites de l'action en Afrique de l'ONG The Hunger Project pour erradiquer la faim dans les localités rurales, avec le meilleur résultat obtenu en matière d'autonomie alimentaire, devenant un modèle pour la mise en place des programmes d'indépendance agricole,.

## Santé et éducation
Boulkon accueille un centre de santé et de promotion sociale (CSPS) tandis que le centre médical avec antenne chirurgicale (CMA) de la province se trouve à Yako.